# Championnats du monde de triathlon en relais mixte 2009
Navigation
Édition suivante
Les championnats du monde de triathlon en relais mixte 2009 de la Fédération internationale de triathlon (ITU) s'est tenu dans la ville de West Des Moines dans l’État de l'Iowa aux États-Unis, le 28 juin 2009. C'est la première fois que cette compétition figure au calendrier de l'ITU.
Chaque pays a été autorisé à participer avec trois équipes mixte de quatre participants, composée de deux femmes et de deux hommes. Les équipes doivent s'affronter dans l'ordre suivant : (1 femme/1 homme/1 femme/1 homme). Chaque triathlète doit concourir sur des distances de plus ou moins, 300 mètres de natation, de 6,6 km de vélo de route et 1,6 km de course à pied avant de passer le relais à son compatriote.

## Résultats
La Suisse remporte le premier titre de championne du monde de triathlon en relais mixte dans cette nouvelle version mixte. Auparavant seules trois compétitions de championnat du monde ont eu lieu dans des versions où les hommes et les femmes étaient séparés (2003, 2006 et 2007). L'Australie, huit secondes derrière les vainqueurs, vient compléter le podium avec le Canada.
| Rang | Équipe              | Temps           |
| --- | ------------------- | --------------- |
| | Suisse              | 1 h 20 min 56 s |
| - Magali Messmer : 20 min 35 s - Ruedi Wild : 19 min 40 s - Daniela Ryf : 21 min 00 s - Lukas Salvisberg : 19 min 49 s       |                     | 1 h 20 min 56 s |
| | Australie           | 1 h 21 min 04 s |
| - Emma Moffatt : 20 min 23 s - Courtney Atkinson : 19 min 39 s - Emma Snowsill : 21 min 12 s - Brad Kahlefeldt : 19 min 59 s |                     | 1 h 21 min 04 s |
| | Canada I            | 1 h 21 min 31 s |
| - Lauren Campbell : 20 min 34 s - Brent McMahon : 19 min 31 s - Kathy Tremblay : 21 min 47 s - Simon Whitfield : 19 min 49 s |                     | 1 h 21 min 31 s |
| 4 | États-Unis I        | 1 h 21 min 53 s |
| 5 | Nouvelle-Zélande I  | 1 h 23 min 03 s |
| 6 | Russie              | 1 h 23 min 37 s |
| 7 | Ukraine             | 1 h 23 min 43 s |
| 8 | Japon               | 1 h 24 min 38 s |
| 9 | Italie              | 1 h 24 min 40 s |
| 10 | Mexique             | 1 h 25 min 08 s |
| NC | Canada II           | 1 h 22 min 31 s |
| NC | Nouvelle-Zélande II | 1 h 24 min 07 s |
| NC | Canada III          | 1 h 26 min 08 s |
| NC | États-Unis II       | 1 h 26 min 31 s |
| NC | Mexique II          | 1 h 28 min 54 s |
| NC | États-Unis III      | 1 h 30 min 23 s |
| DNF | Australie II        | 0 h 00 min 00 s |
| Source: |                     |                 |

L'italien Alessandro Fabian a été le plus rapide sur le parcours du côté des hommes avec un temps de 19 min 27 s. La néo-zélandaise Andrea Hewitt a été la plus rapide du côté des femmes (20 min 22 s)